# Wulanhada (köping i Kina, lat 46,07, long 122,14)
Wulanhada (kinesiska: 乌兰哈达, 乌兰哈达镇) är en köping i Kina. Den ligger i den autonoma regionen Inre Mongoliet, i den norra delen av landet, omkring 1 000 kilometer nordost om regionhuvudstaden Hohhot. Antalet invånare är 32834. Befolkningen består av 15 474 kvinnor och 17 360 män. Barn under 15 år utgör 14,0 %, vuxna 15-64 år 79 %, och äldre över 65 år 6,0 %.
Genomsnittlig årsnederbörd är 690 millimeter. Den regnigaste månaden är juli, med i genomsnitt 264 mm nederbörd, och den torraste är januari, med 4 mm nederbörd.